# Акансех (археологическая зона)
Акансех (исп. Acanceh) — руины города майя на территории мексиканского штата Юкатан. Современный город Акансех, где находятся руины, расположен в 21 км от Мериды, столицы штата Юкатан.

## Топонимика
Название Acanceh происходит из юкатекского языка, где Acan — это стон, а Ceh или Ceeh — олень, что можно перевести как стон оленя.

## Общие сведения
Город был основан между 200 и 300 годами н. э., в ранний классический период месоамериканской хронологии. Площадь древнего города занимала более 4 квадратных километров, в городе имелось около 400 сооружений. К настоящему времени 3 здания восстановлены и открыты для публики. В ходе недавних раскопок открыты новые сооружения.
В Акансех обнаружена 3-уровневая пирамида высотой 11 метров. Один из старых уровней пирамиды украшен резными изображениям масок. «Дворец штукатурных изображений» имеет ширину 50 метров, высоту 6 метров, он украшен изящными фризами и резными изображениями, имеет много комнат. В архитектуре Акансех наблюдается влияние Теотиуакана, из-за чего некоторые археологи предполагают, что Акансех был колонией Теотиуакана.